# Камберленд (затока)
Ка́мберленд (англ. Cumberland Sound) — затока в Атлантичному океані, біля південно-східних берегів острова Баффінова Земля, Канада.
Довжина затоки становить 250 км, ширина — 80 км. На північному березі розташоване єдине місто затоки — Пангніртанг.
Затока знаходиться між півостровами Камберленд на півночі та Голл — на півдні.
Затока має численні фіорди, найбільші з яких затоки Неттілінг (англ. Nettilling Fiord), Кінгнейт-фіорд та Пангіртанг-фіорд. Численні острови, найбільші з яких Муді на південному сході та Лем'йо — у південній частині гирла.
В затоці водяться білуха та касатка.
| Хвиля | Це незавершена стаття з океанології. Ви можете допомогти проєкту, виправивши або дописавши її. |